# Лакриматоры
Лакрима́торы (лат. lacrima — слеза) или слезоточивые вещества — группа отравляющих веществ (ОВ), раздражающих слизистые оболочки глаз и вызывающих неудержимое слезотечение. Являются подгруппой ирритантов — раздражающих веществ. При высоких концентрациях могут оказывать действие сходное со стернитами.

## Примеры лакриматоров

### Использовавшиеся в военных или полицейских целях
- Хлорацетофенон (CN)
- Хлорбензилиденмалонодинитрил (CS)
- Бромацетон
- Дибензоксазепин (CR)
- Этилбромацетат
- Бромбензилцианид
- Хлорпикрин
- Морфолид пеларгоновой кислоты

### Не использовавшихся в военных или полицейских целях
- Акролеин
- Аллилизотиоцианат
- Эфиры триалкилсвинца
- Альфа-бромацетофенон
- Бензилхлорид
- Бензилбромид

## Механизм действия лакриматоров
Попадая на роговицу и на конъюнктиву ОВ раздражают чувствительные окончания тройничного нерва, затем через двигательные волокна лицевого нерва вызывает возбуждение мышц век и слёзных желез. Возникает двойной защитный рефлекс — это блефароспазм (мышечная реакция) и обильное, неукротимое слезотечение (реакция со стороны слёзных желез). Эти реакции предохраняют глаза от более тяжелых поражений.

## Клиника поражения лакриматорами
Различают лёгкую, среднюю степень поражения глаз без раздражения верхних дыхательных путей и тяжелую форму поражения глаз, сопровождающуюся раздражением верхних дыхательных путей и симптомы поражения ЦНС.
Лёгкая степень поражения: чувство жжения в глазах, небольшое слезотечение, частое мигание, гиперемия конъюнктивы. Эти явления проходят через несколько минут после прекращения поступления ОВ в организм (надевание противогаза или выход из отравленной атмосферы).
Средняя степень поражения: сильное слезотечение, спазм век, светобоязнь, боль в области орбит, ощущение рези и песка в глазах, конъюнктивит и отёк век. В дальнейшем в течение 2-3 дней остается повышенная слезоточивость, светобоязнь. Явления проходят без лечения, не оставляя после себя последствий.
Тяжелая степень поражения: наряду с явлениями раздражение глаз возникают симптомы поражения верхних дыхательных путей и ЦНС. На первой минуте возникает несдерживаемое слезотечение, резкая болезненность в глазах, блефароспазм, светобоязнь. Вскоре появляются симптомы раздражения верхних дыхательных путей — насморк, кашель, жжение в горле и груди. Присоединяется тошнота, рвота и сильная головная боль.
Эти явления ослабевают через 5-15 минут после надевания противогаза или выхода из зараженной зоны. Трудоспособность снижается на 20-40 минут. При попадании на влажные кожные покровы ОВ могут вызвать покраснение, зуд, отечность, а в некоторых случаях и поверхностные язвы.